# Albrechtice (tvrz)
Albrechtice jsou zaniklá tvrz, která stávala v Albrechticích u Pěnčína v okrese Liberec.

## Historie
První písemná zmínka je z roku 1520, kdy Purkhart Novohradský z Kolovrat prodal Albrechtice Alšovi ze Sovince. Jeho syn Jan ze Sovince roku 1548 vesnici prodal za šestnáct tisíc kop míšeňských grošů Kryštofu Kyjovi z Kyjova. Kyjové z Kyjova vlastnili statek do roku 1628, kdy jej odkoupil Albrecht z Valdštejna. Tvrz je zde zmiňována jako vypálená. Ke statku kromě Albrechtic patřil také Svojkov (ves na místě dnešního Sychrova), Příšovice, Zásada, Kamení a mlýny ve Slavíkově a Sedlejovicích. Protože Albrecht z Valdštejna za statek nezaplatil, připadl jako léno Anně Marii z Kyjova. Její synové se během třicetileté války přidali na stranu Sasů, a proto roku 1631 o majetek přišli. V roce 1636 panství koupil plukovník Daniel Beygott z Remerstadtu a po něm se dostal do držení Petra Františka z Nymisu.